# Brdo (899 m)
Brdo (899 m) – szczyt w Wielkiej Fatrze na Słowacji. Wznosi się po południowo-zachodniej stronie Rużomberku (słow. Ružomberok).
Brdo wznosi się w północnym grzbiecie Malinnégo oddzielającym Čutkovską dolinę od doliny Hrabovskiego potoku. W grzbiecie tym kolejno znajdują się: Malinné (1209 m), Za Brdom (892 m), Brdo, Čutkovo (737 m) i Milkov (681 m). Brdo jest porośnięte lasem, ale są w nim polany z szałasami. W podwierzchołkowych stokach bardzo liczne skalne odsłonięcia. W skałach jaskinie, m.in. Meškovska priepasť i Salamandria priepasť. 
Przez Brdo nie prowadzi żaden znakowany szlak turystyczny. Znajduje się w otulinie Parku Narodowego Wielka Fatra.